# Єсентуки
Єсентуки́ (рос. Ессентуки) — місто в Ставропольському краї Росії, відомий курорт.
Місто розташоване на висоті 640 м над рівнем моря, у долині річки Подкумок, за 17 км від П'ятигорська.

## Походження назви Єсентуки
Загальноприйнятої версії походження назви не існує.
Одна із найпоширеніших версій заснована на легенді, згідно з якою в одного гірського князя народилася квола хвороблива дитина. По дорозі до цілителя хлопчика скупали в одному з джерел в долині П'ятигір'я, і вже наступного дня на голові дитини з'явилися чорне волосся. Місце це і назвали «Єссен тюк», що на карачаєвській мові означає «живе волосся».
За іншою версією, «сентук» перекладається з адигейської мови як «звичний кут», «обжите місце».
Існує також ще кілька аналогічних версій, заснованих на перекладі схожих звукосполучень з різних мов північнокавказьких народів. Також існує версія, що назва Єсентуки, походить від монгольського «йісун туг», що означає «дев'ять прапорів».

## Історія
Під час Другої світової війни 1941—1945 років, санаторій був сильно пошкоджений під час нацистської окупації з 10 серпня 1942 по 11 січня 1943 року й був відновлений в кінці 1940-х років.

## Персоналії
- Головко Кіра Миколаївна (1919—2017, Москва) — радянська і російська акторка театру і кіно.

## Міста-побратими
- Л'Егль, Франція[1]
- Нафталан, Азербайджан